# Мерґуни
Мерґуни (пол. Merguny, нім. Margunen) — село в Польщі, у гміні Бартошиці Бартошицького повіту Вармінсько-Мазурського воєводства.
Населення — 29 осіб (2011).
У 1975-1998 роках село належало до Ольштинського воєводства.

## Демографія
Демографічна структура станом на 31 березня 2011 року:
|          | Загалом | Допрацездатний вік | Працездатний вік | Постпрацездатний вік |
| -------- | ------- | ------------------ | ---------------- | -------------------- |
| Чоловіки | 18      | 3                  | 14               | 1                    |
| Жінки    | 11      | 1                  | 7                | 3                    |
| Разом    | 29      | 4                  | 21               | 4                    |